# Lokomotiv Kouban-Krasnodar
Maillots
Le Lokomotiv Kouban-Krasnodar est un club russe de basket-ball de la ville de Krasnodar. Le club joue en VTB United League, soit la plus haute division du championnat russe.

## Historique
Le Lokomotiv est fondé en 1946 à Mineralnye Vody. En 2003, il déménage à Rostov-sur-le-Don et est renommé Lokomotiv Rostov-sur-le-Don. En 2009, il part à Krasnodar et devient le Lokomotiv Kouban-Krasnodar.
Lors de la saison 2015-2016, le club entraîné par Geórgios Bartzókas se qualifie pour la Final Four de l'Euroligue.

## Identité visuelle

### Logo

Évolution du logo
Logo de [Quand ?] à [Quand ?].

## Entraîneurs successifs
- 2011 - Božidar Maljković
- 2015-2016 : Geórgios Bartzókas
- 2016 : Fótis Katsikáris
- 2016-2018 : Saša Obradović
- 2019 : Luca Banchi
- 2019-2021 : Ievgueni Pachoutine

## Palmarès
- Vainqueur de l'EuroCoupe : 2013
- Vainqueur de la Coupe de Russie : 2018
- Finaliste de l'EuroCoupe : 2018
- Finaliste de l'EuroCup Challenge : 2005
- Finaliste de la Coupe Korać : 2002

## Effectif actuel (2021-2022)

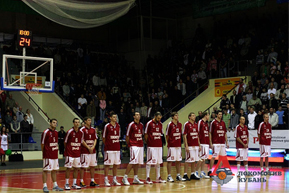
L'équipe en 2009

## Joueurs célèbres ou marquants
- Derrick Brown
- Tony Farmer
- James Gist
- Anthony Goldwire
- Gerald Green
- Lorinza Harrington (en)
- Fred House
- Chris Lofton
- Rawle Marshall
- Josh Powell
- Jarod Stevenson
- Alando Tucker
- Marcus Williams
- Nikita Kurbanov
- Nikita Morgounov
- Anton Ponkrachov
- Evgeny Voronov
- Giedrius Gustas
- Simas Jasaitis
- Mantas Kalnietis
- Eurelijus Žukauskas
- Pero Antić
- Maurice Bailey
- Nick Calathes
- Chris Singleton
- Dontaye Draper
- Mark Dickel
- Jaime Lloreda
- Afik Nissim
- Asım Pars
- Krunoslav Simon
- Aleksandar Ćapin
- Ali Traoré
- Szymon Szewczyk
- Aleks Marić
- Dmitri Khvostov
- Dmitri Koulaguine